# Mustelus henlei
Mustelus henlei är en hajart som först beskrevs av Theodore Gill 1863. Den ingår i släktet Mustelus och familjen hundhajar. IUCN kategoriserar arten globalt som livskraftig. Inga underarter finns listade i Catalogue of Life.
Arten har inget officiellt svenskt namn, men namnet brun hundhaj har föreslagits.

## Beskrivning
En liten haj med lång, spetsig nos, ett kort huvud med stora ögon, och triangelformade fenor. Stjärtfenan har en ingröpning baktill på den övre delen. Färgen är enfärgat rödbrun på ovansidan, vit på buken. Arten kan bli upp till 1 m lång, med en medellängd av 50 till 70 cm. Livslängden uppskattas till 15 år. Som så många andra hundhajar har den inga skärande tänder, utan de små tänderna formar en förhållandevis platt yta med endast korta, trubbiga spetsar, avsedd att krossa de ofta hårdskaliga bytena.

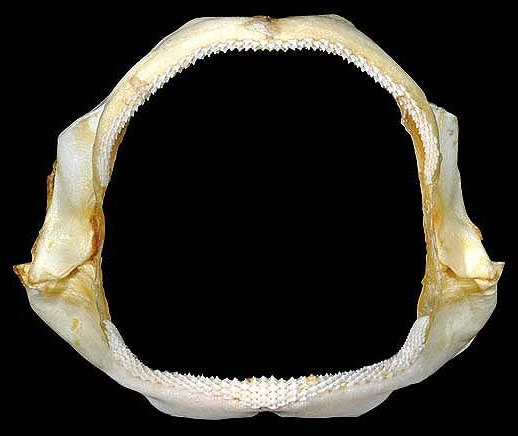
Käkar
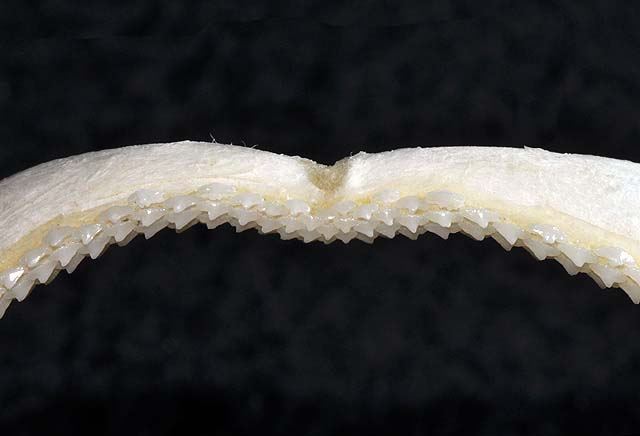
Tänderna i överkäken
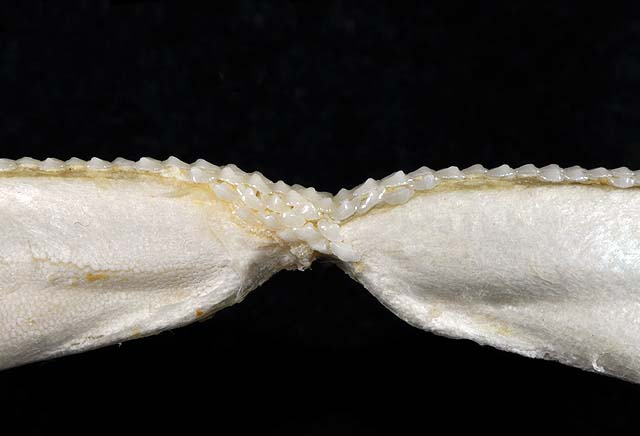
Tänderna i underkäken

## Utbredning
Arten finns i östra Stilla havet från kusten av delstaten Washington i USA till Perus kust.

## Ekologi
Arten är en bottenlevande fisk som lever på kontinenthyllan i tempererade till tropiska vatten, från kusten till åtminstone 200 meters djup. Födan består av bottenlevande marina djur som bland annat krabbor, mantisräkor, gråsuggor och tånglöss, havsborstmaskar, manteldjur och små benfiskar.

### Fortplantning
Arten är levandefödare med en primitiv placenta formad av gulesäcken. Parningen sker under vår och sommar på grunt vatten, då fiskarna omfamnar varandra. Honan föder mellan 3 och 5 ungar efter troligtvis 10 månaders dräktighet, med en längd på 19 till 21 cm vid födelsen.

## Betydelse för människan
Arten är ingen populär matfisk, men den fångas för mänsklig konsumtion, och saluförs både färsk, frusen och rökt. Den är även lätt att hålla i fångenskap.